# Banda Ka
La banda Ka è la porzione superiore delle frequenze a microonde dello spettro elettromagnetico che segue la banda K; è perciò detta in inglese K-above band. La banda Ka, comprendente le frequenze tra i 27 e i 40 GHz, ha le caratteristiche raccomandate per la guida d'onda rettangolare WR-28. Diversamente dall'IEEE Standard 521-2002, la banda Ka utilizzata nelle trasmissioni radio–televisive e dati via satellite, come quelle diffuse da Eutelsat Communications, include frequenze più basse; difatti, passando per la banda K, pone il suo limite inferiore a 17,3 GHz, quindi ad una frequenza posta addirittura nella banda Ku; il limite superiore, fissato invece a 30 GHz, fa sì che la banda Ka vera e propria sia sfruttata in quest'ambito solo nella piccola parte iniziale. C'è anche da osservare che per la società nazionale britannica di radioamatori (RSGB, Radio Society of Great Britain) il limite inferiore che la separa dalla banda K sia invece posto alla frequenza di 26,5 GHz. 